# Raphaël Dubois
Horace Raphaël Dubois (Le Mans, 20 giugno 1849 – La Seyne-sur-Mer, 21 gennaio 1929) è stato un farmacologo francese.
Divenne noto per il suo lavoro sulla bioluminescenza e sull'anestesia. Ha coniato i termini proteone e bioproteone, derivanti dal greco Proteon, materia, e Bios, vita; Bioproteone significa materia vivente. Concluse che non vi è alcuna differenza tra i due.